# Reverend Bizarre
Reverend Bizarre – zespół doom metalowy z Finlandii, założony w 1994 w małym przemysłowym mieście Lohja, niedaleko Turku. Początkowo zespół tworzyło trzech muzyków: Albert Magus, Peter Vicar i Juippi. Jesienią 1997 Peter przeniósł się do Turku, co spowodowało zaprzestanie działalności zespołu. Następnie latem 1998 do Turku przeprowadził się również Albert. Zespół Reverend Bizarre został reaktywowany i do grupy dołączył jeszcze stary znajomy Alberta, Earl of Void. Zespół rozpoczął próby co zaowocowało wydaniem w 1999 pierwszego demo zespołu Slice of Doom. Reverend Bizarre podpisało kontrakt z fińska wytwórnią płytową Spikefarm Records. Wokalista zespołu nawiązał również współpracę z zespołem Swallow the Sun, nagrywając wokal do coveru Candlemass Solitude, który ukazał się na singlu Forgive Her...

## Muzycy
- Albert Witchfinder – wokal, gitara basowa
- Peter Vicar – gitara elektryczna
- Earl of Void – perkusja, gitara

## Dyskografia

### Albumy studyjne
- In the Rectory of the Bizarre Reverend (2002)
- II: Crush the Insects (2005)
- III: So Long Suckers (2007)